# Rozporec
Rozporec este o arie protejată (arie specială de conservare — SAC, sit de importanță comunitară — SCI) din Slovacia întinsă pe o suprafață de 82,86 ha, integral pe uscat.

## Localizare
Centrul sitului Rozporec este situat la coordonatele 48°21′05″N 16°54′19″E / 48.351389°N 16.905278°E.

## Înființare
Situl Rozporec a fost declarat sit de importanță comunitară în aprilie 2004 pentru a proteja 28 de specii de animale. Situl a fost protejat și ca arie specială de conservare în martie 2004.

## Biodiversitate
Situată în ecoregiunea panonică, aria protejată conține 5 habitate naturale: Lacuri eutrofice naturale cu vegetație de tip Magnopotamion sau Hydrocharition, Cursuri de apă de la nivel de câmpie la nivel montan, cu vegetație Ranunculion fluitantis și Callitricho-Batrachion, Păduri mixte riverane de Quercus robur, Ulmus laevis și Ulmus minor, Fraxinus excelsior sau Fraxinus angustifolia, de-a lungul marilor râuri (Ulmenion minoris), Râuri cu maluri nămoloase cu vegetație de Chenopodion rubri p.p. și Bidention p.p., Păduri aluvionare cu Alnus glutinosa și Fraxinus excelsior (Alno-Padion, Alnion incanae, Salicion albae).
La baza desemnării sitului se află mai multe specii protejate:
- păsări (21): lăcar mare (Acrocephalus arundinaceus), lăcar-de-rogoz (Acrocephalus schoenobaenus), lăcar-de-lac (Acrocephalus scirpaceus), rață pestriță (Anas strepera), rață-cu-cap-castaniu (Aythya ferina), buhai de baltă (Botaurus stellaris), erete vânăt (Circus cyaneus), erete cenușiu (Circus pygargus), lebădă de vară (Cygnus olor), egretă albă (Egretta alba), presură de stuf (Emberiza schoeniclus), vânturel de seară (Falco vespertinus), lișiță (Fulica atra), stârc pitic (Ixobrychus minutus), pescăruș râzător (Larus ridibundus), grelușel-de-zăvoi (Locustella luscinioides), Locustella naevia, codobatura galbenă (Motacilla flava), corcodel mare (Podiceps cristatus), mărăcinar negru (Saxicola torquatus), corcodel mic (Tachybaptus ruficollis)
- mamifere (1): castor (Castor fiber)
- nevertebrate (3): croitorul mare al stejarului (Cerambyx cerdo), Cucujus cinnaberinus, rădașcă (Lucanus cervus)
- pești (3): țipar (Misgurnus fossilis), boarță (Rhodeus sericeus amarus), Romanogobio albipinnatus

Pe lângă speciile protejate, pe teritoriul sitului au mai fost identificate 8 specii de plante, 4 specii de amfibieni, 5 specii de mamifere, 13 specii de nevertebrate, 2 specii de reptile.